# Bagni Rác
I Bagni Rác si trovano nella parte Buda di Budapest in Ungheria.
È una struttura termale di 8000 metri quadrati ed è famosa per il bagno turco risalente al XVI secolo, per le sue piscine imperiali e per il Corridoio delle docce costruite nel periodo dell'Impero austro-ungarico. Le terme fanno parte del Patrimonio dell'umanità. Al complesso sono state aggiunte le nuove costruzioni del Rac Hotel & Thermal Spa. Il nome Rác deriva dalla denominazione ungherese antica dei serbi, una popolazione che conviveva a Tabán con la popolazione originale ungherese dopo la dominazione ottomana.

## Storia

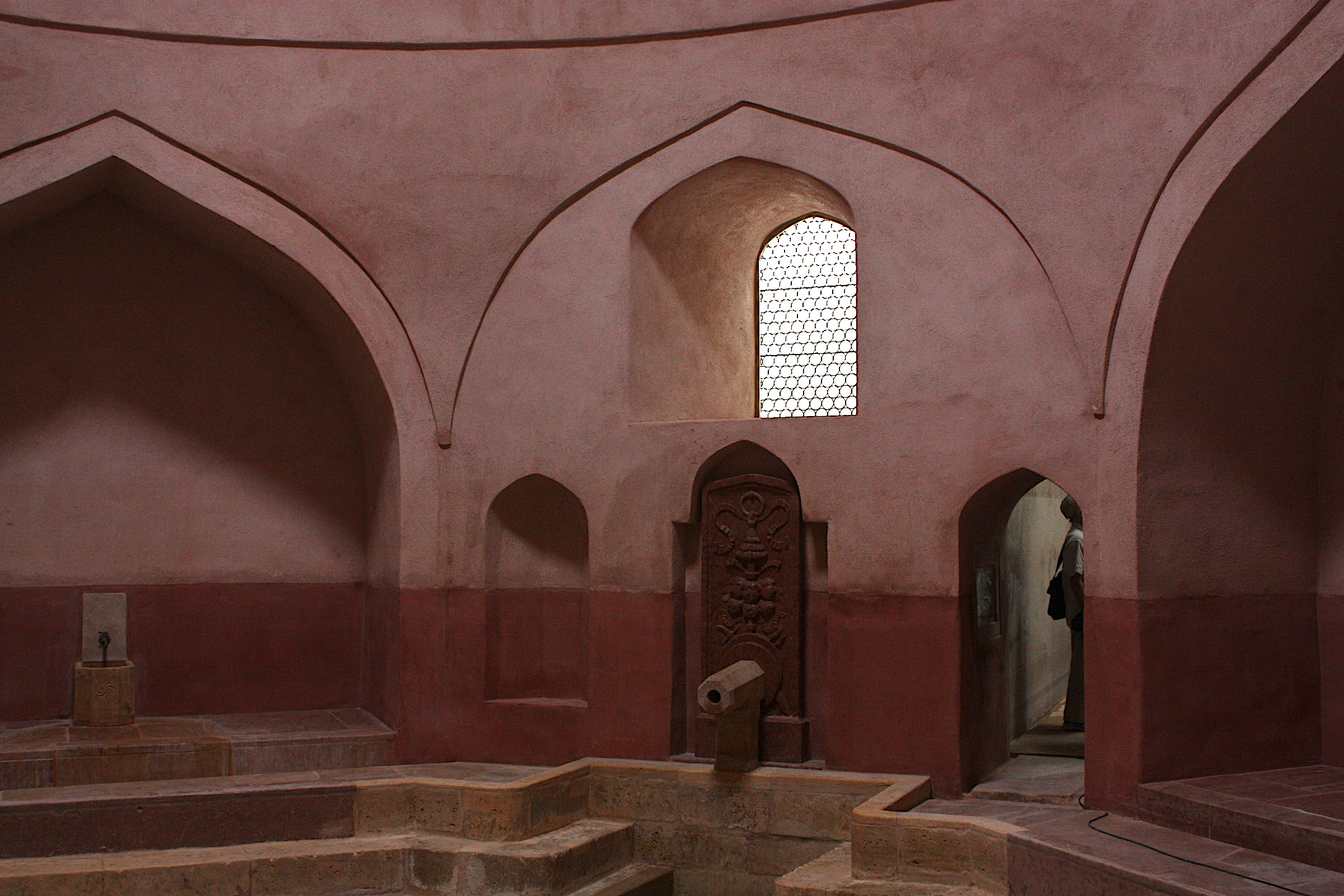
Bagno turco

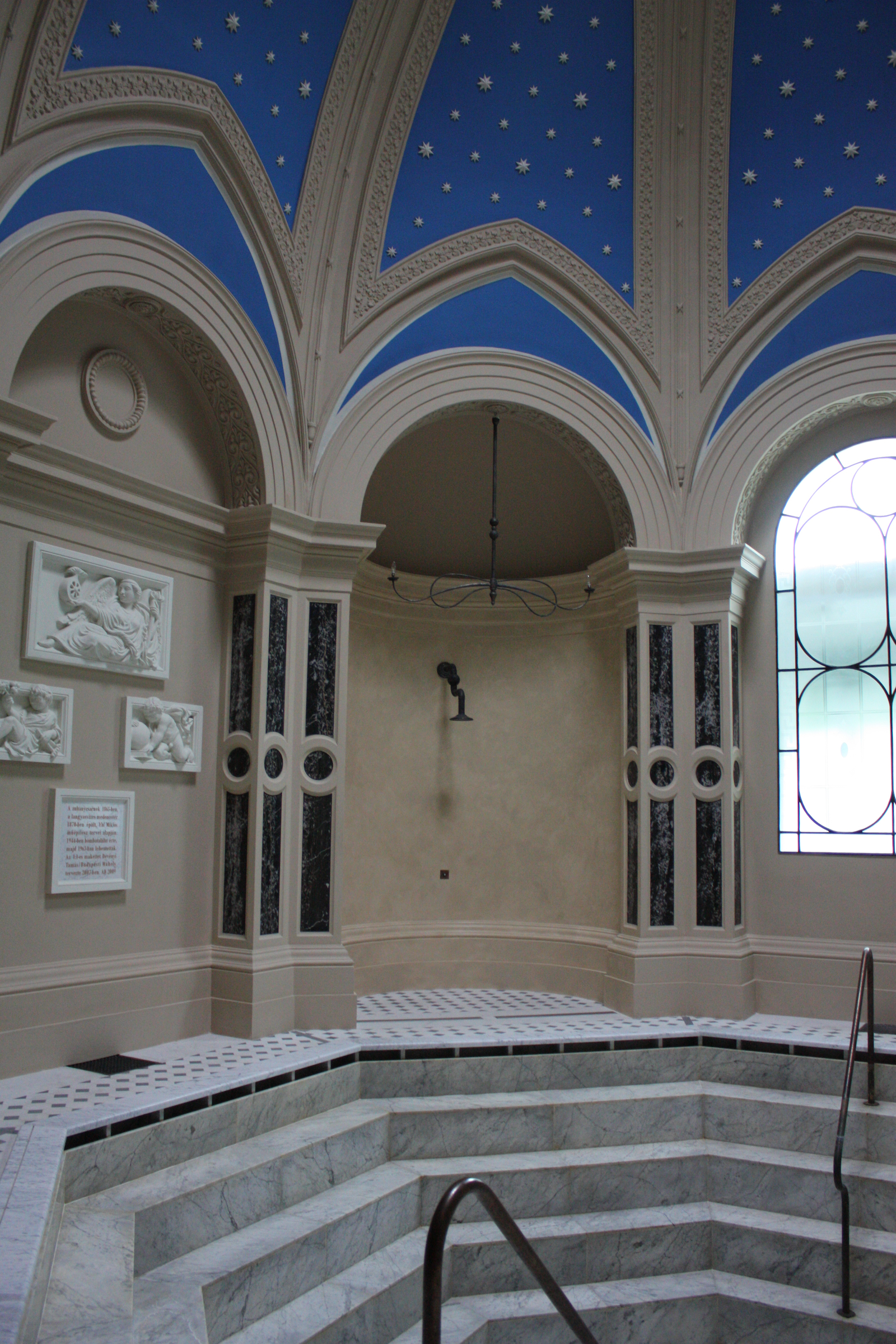
Cupola neorinascimentale

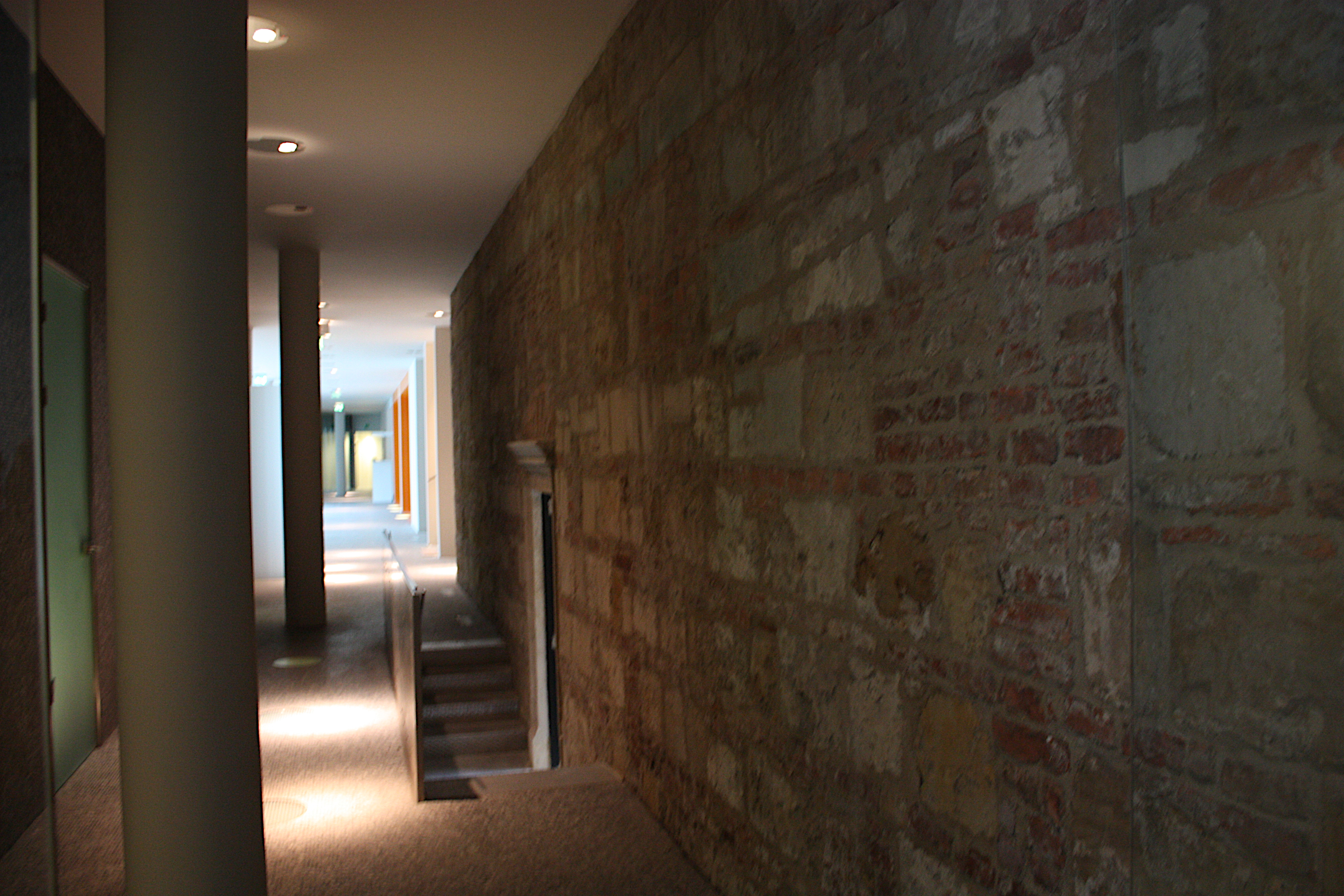
Corridoio delle docce

### Bagno turco
La parte più antica dei bagni Rác è la Cupola turca, costruita nel 1572 e all'epoca chiamata Küçük Iliça (Piccole terme). Questa cupola si è ben conservata nel corso dei secoli e, pertanto, può essere restaurata con tecniche conservative. Le finestre, le porte, le kurnas (vasche di marmo sulle pareti), la piscina e il pavimento sono ancora quelli originali che sono stati sottoposti ad un restauro che li ha riportati al loro stato originale.
La cupola, posta a lato della Cupola turca, fu distrutta nel 1905 (tempo della costruzione del ponte Elisabetta) ed è stata anch'essa restaurata con i resti trovati dagli archeologi.

### Bagno Ybl e Corridoio delle docce
La parte più spettacolare dei bagni Rác è stata ideata e costruita dal famoso architetto ungherese Miklós Ybl in due fasi tra il 1865 e il 1870. Circa il 30-40 per cento della Cupola in stile romantico di Ybl e il famoso Corridoio delle docce sono rimasti intatti fino a che hanno subito un bombardamento delle truppe sovietiche durante la seconda guerra mondiale e sono state restaurate negli anni sessanta del Novecento e anche nel 2002. La parte rimanente di quest'area  è stata ricostruita e riportata al suo stato originale seguendo antiche incisioni, disegni e documentazioni.
La seconda parte, la Cupola imperiale, costruita nel 1870, mostra dei cambiamenti di prospettiva dell'architetto. Il marmo è il materiale maggiormente utilizzato e sulle pareti possono essere trovati elementi simbolici dell'età moderna. Questa parte è stata completamente distrutta durante la costruzione del ponte Elisabetta; tuttavia i resti sono stati sepolti nella piscina e in seguito hanno fornito informazioni fondamentali per l'attuale ricostruzione.

### Bagno Flora
Questa sezione dei bagni, costruita anch'essa nel 1865, è stata disegnata seguendo lo stile delle antiche terme romane, ed ora è utilizzata come parte del complesso dedicata ai VIP.

### Spa di oggi
La parte più recente delle terme è stata costruita nel XXI secolo in un'area adiacente agli edifici storici e fornisce servizi più moderni con 21 sale per trattamenti, una sala business e una speciale zona VIP.

## Contenuto di acqua
I numerosi benefici terapeutici delle acque carsiche delle terme Rác sono ben noti. Le acque termali, insieme ai servizi forniti, offrono opportunità ricreative e sono ritenuti curativi per l'artrite, le malattie della colonna vertebrale, i dolori dei dischi intervertebrali, le stenosi aortiche, i problemi circolatori, l'asma e la bronchite. Il complesso dispone di 11 piscine, le temperature dell'acqua sono di 14 °C, 36 °C, 38 °C, 42 °C.